# Phocibidion pulcherrimum
Phocibidion pulcherrimum är en skalbaggsart som först beskrevs av Martins 1962.  Phocibidion pulcherrimum ingår i släktet Phocibidion och familjen långhorningar. Inga underarter finns listade i Catalogue of Life.